# 崔在翼
崔 在翼（최 재익、チェ・ジェイク）は、大韓民国のソウル特別市の市議会議員。大韓民国独島郷友会会長。
日本政府が竹島の領有権を放棄しないことに抗議活動を続けており、毎年、竹島の日に来日して抗議活動をしている。

## 抗議経歴
- 1999年12月、本籍を慶尚北道鬱陵郡鬱陵邑独島里に移し、大韓民国独島郷友会会長に就任。
- 2004年2月、慶尚北道鬱陵郡鬱陵邑独島里に戸籍がある20歳以上の成人らの投票により独島里の名誉里長に選ばれる。
- 2005年3月16日、竹島の日条例案に反対するため、島根県松江市の島根県議会を訪問。議会の玄関付近でカッターナイフを取り出したため、警察官に取り押さえられた。崔は「自らの指を切って血で声明文を書くつもりだった」と供述している[1]。
- 2006年2月22日、島根県庁で「独島は韓国領土。竹島の日を撤回しろ」と書かれたプラカードを掲げて抗議活動を行う。
- 2007年2月22日、竹島の日の式典会場で、「独島は韓国領土。竹島の日を撤回しろ」と書かれたプラカードを掲げて抗議活動を行う。
- 2008年7月31日、日本の中学校社会科の新学習指導要領解説書に竹島の領有権が明記されたことに抗議するために来日。首相官邸前で抗議活動を始めたところで警備員から取調べを受け、これに抵抗したため警察へ連行された[2]。
- 2008年9月18日、ソウルの小学校で小学生たちに講演。「日本は小学4年生の時から体系的に偽りの歴史を教えるのに、私たちの独島教育はまだ足りない」と述べる[3]。
- 2009年2月22日、竹島の日に抗議し、朝鮮半島侵略に対する謝罪も求めるために来日[4]。
- 2016年2月20日、来日して関西空港へ降りる。
- 2018年2月20日、来日して関西空港へ降りる。